# Abdij Edelstetten

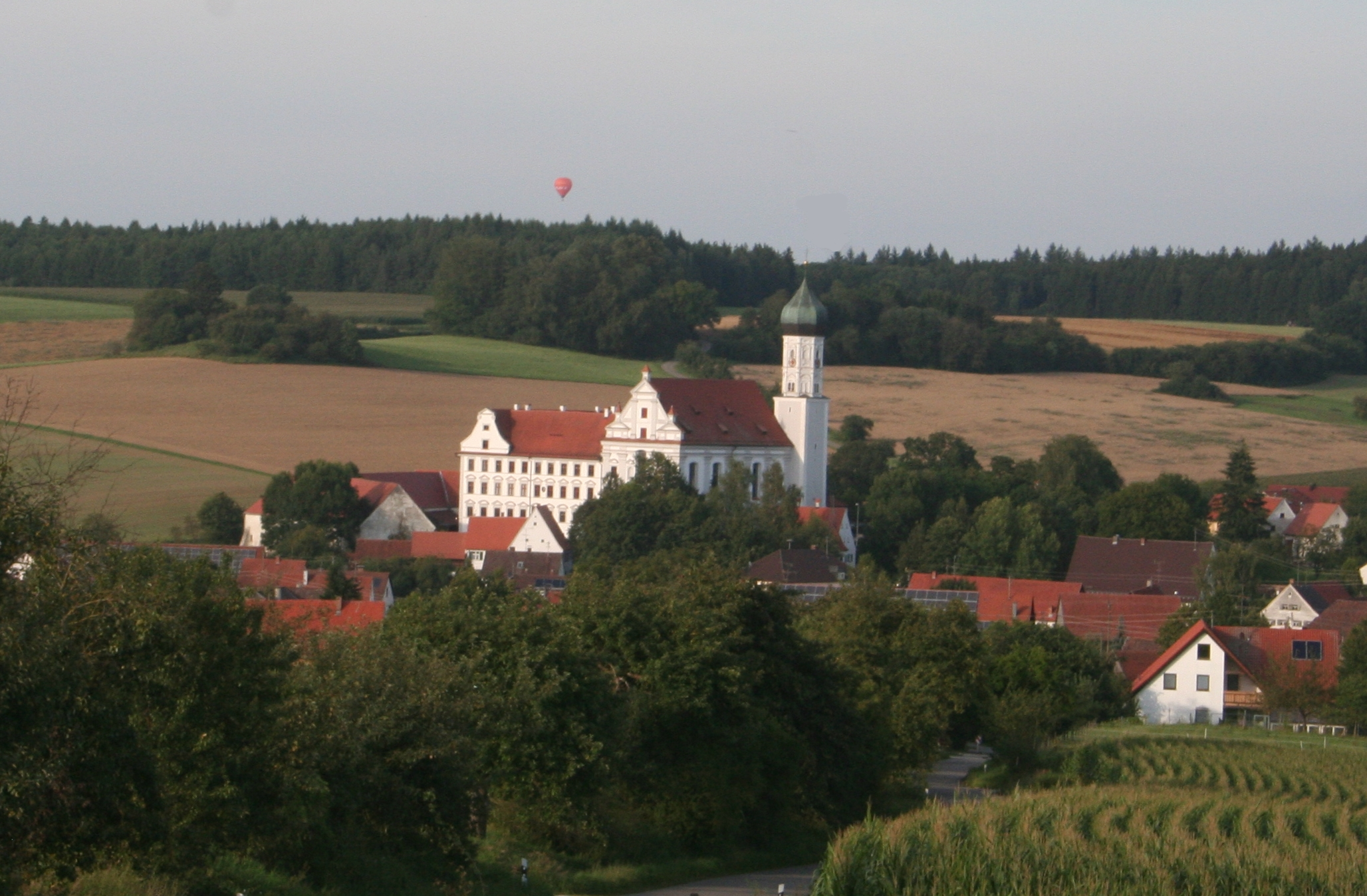

De  abdij Edelstetten is een voormalige sticht voor kanunnikessen in Neuburg an der Kammel in Beieren.
Het aan de heiligen Johannes de Doper, Johannes de Evangelist en Paulus gewijde klooster werd in 1126 gesticht. In 1500 werd het een adellijk stift voor dames. Het klooster had de status van een vrije rijksheerlijkheid.
In de Reichsdeputationshauptschluss van 25 februari 1803 werd in paragraaf 11 het klooster Edelstetten als graafschap toegekend aan prins Charles-Joseph de Ligne als schadeloosstelling voor het verlies van het graafschap Fagnolle. Ook verkreeg de prins een zetel in de rijksvorstenraad en wel de laatste, nummer 126. Op 22 mei 1804 verkocht de vorst van Ligne het graafschap Edelstetten aan de vorst Esterhazy de Galantha. 
Op 17 mei 1804 volgde de verheffing van Edelstetten tot vorstelijk graafschap. Lang heeft het mini-staatje niet bestaan, want in de Rijnbondakte van 12 juli 1806 werd het onder de soevereiniteit gesteld van het koninkrijk Beieren: de mediatisering.